# Венегоно Инфериоре
Венего̀но Инферио̀ре (на италиански: Venegono Inferiore; на ломбардски: Venegon da Sot, Венегон да Сот) е градче и община в Северна Италия, провинция Варезе, регион Ломбардия. Разположено е на 345 m надморска височина. Населението на общината е 6098 души (към 2017 г.).